# Rubus perperus
Rubus perperus es una especie de planta del género Rubus, perteneciente a la familia Rosaceae.

## Taxonomía
Rubus perperus fue descrita por H. E. Weber en 1996.

## Distribución
Se encuentra en el territorio oeste y este de Europa central hasta Ucrania.